# Jung Ye-rin
Dans ce nom coréen, le nom de famille, Jung, précède le nom personnel.
Jung Ye-rin (coréen: 정예린) ou Yerin (예린), née le 19 août 1996 à Incheon en Corée du Sud, est une chanteuse et danseuse sud-coréenne. Elle est connue pour avoir été membre du girl group GFriend.

## Biographie

### Jeunesse
Yerin est née à Incheon en Corée du Sud. Elle a étudié à Hyosungnam Elementary School, Myunghyun Middle School et School of Performing Arts Séoul dont elle fut diplômée en février 2015,. Avant de rejoindre Source Music, elle était stagiaire à Cube Entertainment et à Fantagio.

### 2015-présent:  Débuts avec GFriend, collaborations musicales et débuts à la télévision
Yerin fait ses débuts avec GFriend le 15 janvier 2015, lors de la sortie de leur premier EP Season of Glass ayant comme piste principale Glass Bead.
En 2015 elle apparait dans Sweetie Pie, le clip vidéo de Lee Seunghwan avec les autres membres du groupe et figure dans le clip vidéo I Wish de M&D,. Yerin fait également ses débuts à la télévision en apparaissant à l'épisode 4 de la série télévisée Girl of 0AM.
En 2016, elle fait un featuring dans la chanson Future Boyfriend de El Camino et en 2017 collabore avec Kisum et Cao Lu de Fiestar dans la chanson Spring Again. La même année elle apparait dans la série télévisée Entertainer et en 2019 dans la saison 2 de Just One Bite.
Le 18 mai 2021, avoir échoué à renouveler leurs contrats, Source Music annonce le départ des 6 membres de GFriend de la compagnie prévu le 22 mai. 
En juin 2021, il est annoncé que Yerin a signé un contrat d'exclusivité avec Sublime Artist Agency après la fin de son contrat avec Source Music.

## Discographie

### Collaborations
| Année | Titre                       | Artistes               |
| ----- | --------------------------- | ---------------------- |
| 2016  | Future Boyfriend (미남)     | El Camino feat. Yerin  |
| 2017  | Spring Again (왜 또 봄이야) | Yerin, Kisum et Cao Lu |

## Filmographie

### Séries télévisées
| Année | Titre                  | Rôle      | Notes           |
| ----- | ---------------------- | --------- | --------------- |
| 2016  | Entertainer            | -         | Caméo épisode 7 |
| 2019  | Just One Bite Season 2 | Elle-même | Épisode 4       |

### Clips vidéos
| Année | Titre       | Artiste       |
| ----- | ----------- | ------------- |
| 2015  | Sweetie Pie | Lee Seunghwan |
| 2015  | I Wish      | M&D           |

### Émissions
| Année | Titre             | Réseau            | Notes                               |
| ----- | ----------------- | ----------------- | ----------------------------------- |
| 2015  | Knowing Bros      | JTBC              | Invitée aux épisodes 38, 217 et 219 |
| 2017  | Lipstick Prince 2 | OnStyle           | Avec Sowon                          |
| 2018  | Idol Radio        | MBC Radio         | Invitée à l'épisode 3               |
| 2019  | We K-POP          | KBS World         | Invitée aux épisodes 3 et 4         |
| 2020  | GFRIEND'S MEMORIA | V Live, Youtube   | Membre régulière                    |
| 2021  | Beauty Time 3     | Lifetime, Youtube | Membre du casting                   |